# William Graber
Pour les articles homonymes, voir Graber.
William « Bill » Graber (né le 21 janvier 1911 à Ontario - mort le 8 mars 1996 à San Bernardino) est un athlète américain spécialiste du saut à la perche.

## Biographie
Vainqueur des Championnats NCAA 1931, il remporte les sélections olympiques américaines de 1932 et établit à cette occasion un nouveau record du monde de la discipline avec 4,37 m, améliorant de sept centimètres la meilleure marque mondiale détenue par son compatriote Lee Barnes depuis la saison 1928. Quelques semaines plus tard, il échoue au pied du podium des Jeux olympiques de Los Angeles en ne réalisant que 4,15 m. Il remporte un nouveau titre national universitaire en 1933, avant de s'adjuger dès l'année suivante le titre des Championnats de l'Amateur Athletic Union. Il se classe cinquième des Jeux olympiques de 1936.
Son record personnel de 4,40 m est établi en 1935.